# Ostola
L'Ostola è un torrente del Piemonte che scorre in provincia di Biella, tributario del Cervo.

## Corso del torrente

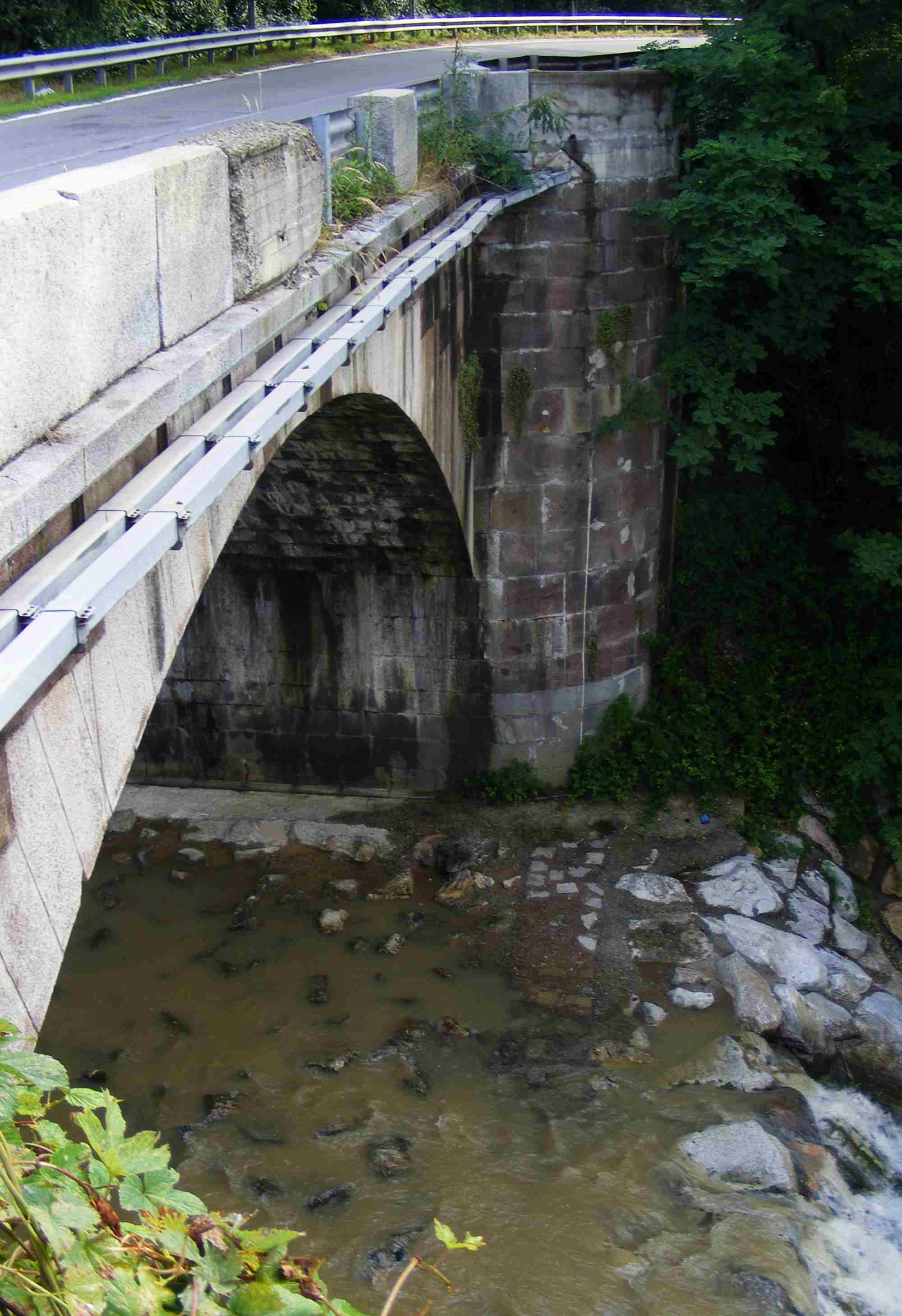
Il ponte sull'Ostola della SP 142 Biellese

Nasce in comune di Soprana a circa 600 m s.l.m. sul versante meridionale del Monte Capoposto (750 m) e presto riceve da sinistra il contributo del Rio di Vioglio, che scende dal Monte Solivo.

Il suo corso, orientato inizialmente verso est, viene sbarrato in comune di Masserano dalla diga che forma il Lago delle Piane; qui tra gli altri riceve l'apporto idrico del Torrente Cigliaga, il suo più importante affluente di destra.
Dopo un tratto che punta a sud-est l'Ostola sfiora il centro storico di Masserano e riprende a scendere verso sud tra le colline del Biellese orientale.

Nei pressi di Rolino riceve da sinistra il suo maggiore affluente, il Torrente Bisingana.
Viene quindi scavalcato dall'ex SS Biellese (ora SP 142) e segna per alcuni km il confine tra Masserano e Lessona.
Uscito nella pianura confluisce infine nel Cervo a quota 186 m in comune di Castelletto Cervo, poco a sud del capoluogo.

## Affluenti principali
- in sinistra idrografica
  - Rio di Vioglio: nasce dal versante sud-ovest del Monte Solivo (739 m, Curino) e, passato poco ad est della frazione Vioglio (Soprana), confluisce nell'Ostola nei pressi dell'ex Mulino Susta;
  - Torrente Bisingana;
- in destra idrografica
  - Torrente Cigliaga: nasce dal Monte Bastia (677 m) in comune di Strona e confluisce nell'Ostola in corrispondenza del Lago delle Piane;
  - Rio Osterla (o Rio Osteria): nasce nei pressi dell'abitato di Strona; transita con andamento nord-ovest / sud-est tra le colline di Crosa e di Casapinta quindi, dopo aver segnato il confine tra Lessona e Masserano, riceve da destra l'apporto della Riale della Valle e va a sfociare nell'Ostola nei pressi di Rolino (Masserano).

## Regime
L'Ostola, nonostante il regime idrico simile ad altri corsi d'acqua che attraversano le colline biellesi, ha provocato con le sue piene meno danni di torrenti quali lo Strona di Mosso o l'Elvo, i cui bacini sono decisamente più antropizzati.

## Utilizzi

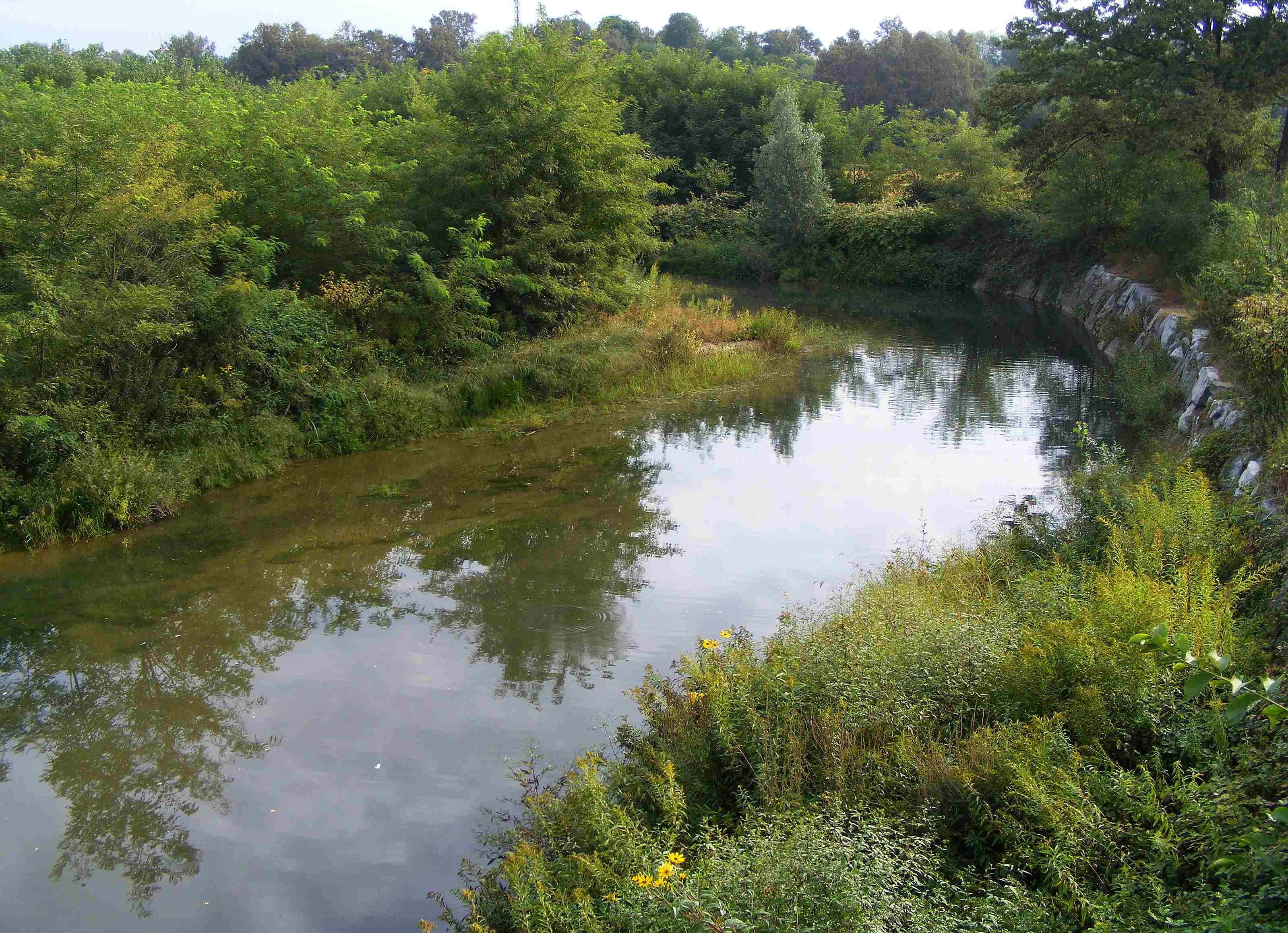
L'Ostola a Castelletto Cervo

L'Ostola alimenta il Lago delle Piane, un invaso realizzato per scopi irrigui e attualmente gestito dal Consorzio di Bonifica della Baraggia Ovest Sesia, che lo utilizza per alimentare i canali a servizio della risicoltura.
Un tempo le sue acque del torrente fornivano energia ad alcuni mulini; in uno di essi, l'antico ex Molino Susta situato in comune di Soprana, è stata allestita una cellula museale dell'Ecomuseo del Biellese.